# 吾孫子功二
吾孫子 功ニ (あびこ こうじ、1971年7月12日 - )は、日本の空手家。東京都出身。実戦空手道 心温塾 代表師範。
18歳のときに極真会館(現一般社団法人極真会館（全日本極真連合会）)東京城西三和道場に内弟子入り。
188cm100kgと日本人離れした体格でキャリア前半はパワー組手を武器に活躍。キャリア後半、第7回世界大会ではそれまでのスタイルを一新。軽量級のようなシャープな組手を披露した。

## 戦歴
1994年 第26回全日本空手道場選手権大会　第5位
1996年 第6回全世界空手道選手権大会（極真会館：現新極真会主催）第8位
1997年 第14回全日本ウェイト制空手道選手権大会（極真会館：現新極真会主催）重量級 準優勝
1997年 第29回全日本空手道選手権大会（極真会館：現新極真会主催）　第8位
1998年 第30回全日本空手道選手権大会（極真会館：現新極真会主催）　第5位
1999年 第7回全世界空手道選手権大会（極真会館：現新極真会主催）　第4位